# Simon & Schuster
Саймон і Шустер (англ. Simon & Schuster, Inc) — видавництво, засноване на початку 1920-х років Річардом Саймоном і Лінкольном «Максом» Шустером.
У 1924 році воно опублікувало першу збірку кросвордів.
Станом на 2016 рік публікувало 2000 найменувань щорічно; є підрозділом CBS Corporation.
Це одне з п'яти найбільших англомовних видавництв, разом з Penguin Random House, Macmillan Publishers, Hachette Book Group і HarperCollins.
В середині 1990-х концерн Viacom, який на той час уже володів компанією, створив видавничий підрозділ «Simon & Schuster Interactive», який було розформовано у вересні 2003 року через відсутність покупців.